# Keresztény Szó
A Keresztény Szó katolikus kulturális havilap, a Gyulafehérvári  Római Katolikus Érsekség kiadványa. Megjelenési helye Kolozsvár.
1947-től a rendszerváltásig Romániában nem jelenhetett meg katolikus lap. A Keresztény Szó 1990-ben indul, Bajor Andor, alapító főszerkesztő vezetésével. Kezdetben hetilap, majd 1991 októberétől havilap. Havilapként új formátumban jelent meg a lap, 16, 24, majd az 1994-es év második felétől 32 oldalon.

## Története
1990. február 12-én jelent meg a hetilap első száma, akkor két jeles író, Bajor Andor alapító főszerkesztő és Fodor Sándor szerkesztette. Bajor Andor halála után Fodor Sándor kilépett a szerkesztőségből. Kevés idő múltán kiderült, hogy a Keresztény Szó egyes rétegeknek túlontúl igényes. Egyszerűbb, közérthetőbb lapra mutatkozott igény. Így született meg a Vasárnap, a Keresztény Szó pedig katolikus kulturális hetilap maradt. A szerkesztők évente részt vesznek a Pax Romana értelmiségi mozgalom magyarországi rendezvényein és a szegedi teológiai továbbképzőn is, az ott elhangzottakat hazahozzák.

## Impresszuma
Alapító főszerkesztő: Bajor Andor;
Szerkesztőbizottság: Bereczki Silvia, Bitskey István (Debrecen), Bodó Márta (főszerkesztő), Farmati Anna, Gábor Csilla, Jitianu Liviu, Nóda Mózes, Ozsváth Judit (rovatvezető), Zamfir Korinna;
Tördelés: Szabó Anikó;
Korrektúra: Szenkovics Enikő
Kiadja a Verbum Egyesület;
Gondnok: Gál György Attila;
Titkárság és terjesztés: Jakab Ildikó, Simon Ferenc.

## A lap ismert munkatársai
- Sebestyén Péter római katolikus plébános, egyházi író
- Tuduka Oszkár zenekritikus, közíró
- T. Veress Éva biológus
- Vencser László katolikus teológiai író
- Visky S. Béla teológus, műfordító, költő

## Külső hivatkozások
- Hivatalos honlap (magyarul)